# Пембертон, Джонни
Джонни деЖарнетт Пембертон III (англ. John deJarnette Pemberton III; род. 1 июня 1981, Рочестер, Миннесота) — американский актёр, комик, ведущий подкастов, стример. Наиболее известен своими ролями Алана Беннета в ситкоме Fox «Сын Зорна», оруженосца Таддеуса из Братства Стали в постапокалиптическом сериале Prime Video «Фоллаут» и Бо Томпсона в ситкоме NBC «Супермаркет».

## Подкаст
Пембертон ведёт экспериментальный аудиоподкаст (с эксцентричными вокальными эффектами и эклектичной подборкой музыки, особенно регги, телефонными розыгрышами и гостевыми интервью) под названием Live to Tape (ранее известный как Twisting the Wind) на Starburns Audio.

## Стриминг
Пембертон начал вести стрим на Twitch в 2020 году. Его еженедельные развлекательные шоу состоят из диджеинга, «просто общения», интервью, садоводства и прохождения компьютерных игр.

## Фильмография

### Фильмы
| Год  | Название                 | Роль                          |
| ---- | ------------------------ | ----------------------------- |
| 2009 | В петле                  | Эй Джей Браун                 |
| 2011 | Отпусти                  | опрятный ребенок              |
| 2012 | Мачо и ботан             | Делрой                        |
| 2012 | Дружинники               | скейтбордист                  |
| 2012 | Любовь по-взрослому      | официант обслуживания номеров |
| 2014 | Мачо и ботан 2           | Делрой                        |
| 2015 | Банда грабителей         | Томми Барнс                   |
| 2015 | Человек-муравей          | клиент магазина мороженого    |
| 2016 | Соседи. На тропе войны 2 | президент братства            |
| 2018 | Точка отрыва             | Зиффель                       |
| 2019 | Tone-Deaf                | Урия                          |
| 2021 | Король-рыцарь            | Дезмонд                       |
| 2022 | Как выжить без смартфона | Тим                           |
| 2022 | Странный Эл              | Джонни Барф                   |

### Телевидение
| Год       | Название                            | Роль                                                                  | Примечания                                         |
| --------- | ----------------------------------- | --------------------------------------------------------------------- | -------------------------------------------------- |
| 2010      | В Филадельфии всегда солнечно       | Крейг                                                                 | 2 эпизода                                          |
| 2013      | Закусочная Боба                     | доктор Эйгерман (озвучка)                                             | Эпизод: «Рестораном управляют дети»                |
| 2013      | Новенькая                           | выпускник                                                             | Эпизод: «Девственницы»                             |
| 2013      | Время приключений                   | Брако (озвучка)                                                       | Эпизод: «Поклонник»                                |
| 2013      | Восприятие                          | воображаемый фанат                                                    | Эпизод: «Отчуждение»                               |
| 2013      | Семейные инструменты                | Мейсон Маккормик                                                      | Главная роль                                       |
| 2013—2015 | Кролл Шоу                           | Джонни / Кэмерон / Кевин                                              | Периодическая роль                                 |
| 2015      | Сообщество                          | ассистент                                                             | Эпизод: «Квир-исследования и продвинутая эпиляция» |
| 2015      | Обзор                               | Тим                                                                   | Эпизод: «Лечение гомосексуализма, клуб Майл Хай»   |
| 2015      | Трудности ассимиляции               | Кларк                                                                 | Эпизод: «Шакил О’Нил Моторс»                       |
| 2015—2018 | Рассол и Арахис                     | Арахис (озвучка)                                                      | Главная роль                                       |
| 2015—2021 | Супермаркет                         | Бо Томпсон                                                            | Периодическая роль                                 |
| 2016—2017 | Сын Зорна                           | Алангуло («Алан») Беннетт                                             | Главная роль                                       |
| 2017      | Ты — воплощение порока              | Макс                                                                  | Периодическая роль; 4 сезон                        |
| 2018      | Мне плохо                           | Грифф                                                                 | Главная роль                                       |
| 2019      | Просто смирись с этим               | Лил Пути                                                              | 3 эпизода                                          |
| 2020      | Полуночные проповеди                | Корнелиус / Фред / Стив / Билликс Френч-младший / Помощник президента | Эпизоды: «Ослепленный моим концом» и «Вкус короля» |
| 2020      | Корпорация                          | Донован                                                               | Эпизод: «Завтрак соленья 4»                        |
| 2021      | Почта Мидлмост                      | Райан                                                                 | Периодическая роль                                 |
| 2021      | Закон и порядок: Специальный корпус | Трэвис Хиллсдейл                                                      | Эпизод: «Ещё одна история о двух жертвах»          |
| 2024      | Фоллаут                             | Оруженосец Таддеус из Братства Стали                                  | 4 эпизода                                          |